# Московська спека
«Московська спека» (англ. Moscow Heat) — російський художній фільм.

## Синопсис
Під час однієї облави серйозних злочинців гине молодий поліцейський. Його тато не може залишити це просто так, тому їде до Росії, де повинні ховатися винні у цьому злочині. Тут йому належить познайомитися не тільки з кримінальними угрупованнями, але й з представниками правоохоронних органів.

## Ролі
| Актор                | Роль           |
| -------------------- | -------------- |
| Майкл Йорк           | Роджер Чемберс |
| Олександр Невський   | Влад Степанов  |
| Едріан Пол           | Ендрю Чемберс  |
| Роберт Медрід        | Руді Соуза     |
| Йоанна Пакула        | Саша           |
| Ендрю Дівофф         | Едвард Уестон  |
| Олександр Белявський | дідусь Влада   |
| Олександр Ізотов     | підполковник   |
| Марія Голубкіна      | Марія          |
| Сергій Горобченко    | Олег Бітц      |
| Юрій Шерстньов       | ув'язнений     |
| Річард Тайсон        | Микола Клімов  |
| Геннадій Венгеров    | Шишов          |
| Станіслав Евентов    | сержант Чехов  |
| Євген Березовський   | Борис          |

### Ролі дублювали
- Никита Прозоровский — Роджер Чемберс
- Всеволод Кузнецьов — Влад Степанов
- Юрій Брежнєв — Ендрю Чемберс
- Олександр Груздєв — Руді Соуза
- Ольга Зубкова — Саша
- Олександр Новиков — Едвард Уестон
- Рудольф Панков — дідусь Влада
- Василь Дахненко — Підполковник
- Маріана Шульц — Марія
- Борис Шувалов — Олег Бітц
- Денис Беспалий — Микола Клімов
- Андрій Бархударов — Ігор (Григорій Леваков)
- Андрій Казанцев — сержант Чеков (Станіслав Евентов)